# کاسالینو
کاسالینو (به ایتالیایی: Casalino) یک کومونه در ایتالیا است که در استان نووارا واقع شده‌است.

## خصوصیات
کاسالینو ۳۹٫۶ کیلومترمربع مساحت و ۱٬۴۶۹ نفر جمعیت دارد.